# Scaptius chrysoperina
Scaptius chrysoperina là một loài bướm đêm thuộc phân họ Arctiinae, họ Erebidae.